# 安条克八世
安条克八世（英語：Antiochus VIII Grypus，？—前96年），德米特里二世与“女神”克麗奧佩脫拉·特婭之子，公元前125年—公元前96年为塞琉古王朝国王。公元前123年，他夺回“沽名者”亞歷山大二世僭居的王位（公元前128年—公元前123年），但却要面对一系列反叛。从公元前114年起，其同母异父兄弟安条克九世煽动反叛持续数年，他最终为侍从所杀。